# 6. srpen
6. srpen je 218. den roku podle gregoriánského kalendáře (219. v přestupném roce). Do konce roku zbývá 147 dní. Svátek slaví Oldřiška.

## Události

### Česko
- 1249 – Válka mezi otcem a synem – král Václav I. v bitvě u Mostu porazil svého syna Přemysla, který byl zbaven vladařských práv a uvězněn na hradě Přimda. Otec jej však později znovu ustanovil moravským markrabětem a usmířil se s ním, neboť byl jeho jediným synem.
- 1865 – Na Vltavu byl spuštěn kolesový parník Praha, postavený v pražské Rustonce, aby zahájil pravidelnou osobní dopravu z Prahy do Štěchovic.
- 1890 – Při železniční nehodě u Blovic na Plzeňsku zahynul člověk a přes 30 jich bylo zraněno.
- 2002 – V Čechách začaly povodně, které si vyžádaly 17 obětí.
- 2003 – Prezident Václav Klaus jmenuje Pavla Rychetského do čela Ústavního soudu České republiky
- 2010 – Začala povodeň, při které v Libereckém kraji zahynulo 5 lidí.
- 2015 – Výbuch metanu v Dole Darkov na Karvinsku zabil 3 horníky

### Svět
- 0258 – Papež Sixtus II. je v Římě popraven stětím římským císařem Valeriánem
- 1623
  - Třicetiletá válka: Jan Tserclaes Tilly porazil protestantské vojsko vedené Kristiánem z Halberstadtu v bitvě u Stadtlohnu.
  - Maffeo Barberini je zvolen 235. papežem, jako své jméno si zvolil Urban VIII.
- 1737 – V Banské Štiavnici byla založena báňská škola.
- 1806 – Abdikací posledního císaře Františka II. skončila Svatá říše římská, který už v roce 1804 přijal titul císaře rakouského jako František I.
- 1825 – Bolívie získala nezávislost na Španělsku. Svou zemi nazvali po velkém hrdinovi jihoamerických bojů za nezávislost, Venezuelci Simónu Bolívarovi, který se stal i prvním prezidentem.
- 1861 – Spojené království anektovalo nigerijský Lagos jako britskou kolonii.
- 1890 – V auburnské věznici ve státu New York došlo k první popravě na elektrickém křesle, popraveným byl vrah William Kemmler.
- 1914 – První světová válka: Dva dny po vyhlášení války Německu Spojeným královstvím vyplulo ze základny v Helgolandu deset německých U-Bootů, aby napadly britský konvoj. Tím začala první bitva o Atlantik.
- 1915 – Bitva o Gallipoli: Zahájena srpnová ofenzíva na tureckém poloostrově Gallipoli proti německým a tureckým jednotkám.
- 1926 – Američanka Gertrude Ederleová (22) jako první žena přeplavala průliv La Manche. Z francouzského břehu vyrazila v 7.05, a do anglického Kingstownu dorazila o 14 hodin a 30 minut později. Tímto výkonem o více než dvě hodiny překonala tehdy platný nejlepší čas přeplavání kanálu
- 1932 – V Benátkách se konal první ročník filmového festivalu, nejstaršího na světě. Trval 14 dní.
- 1940 – Z koncentračního tábora Auschwitz uprchl první vězeň – Polák Tadeusz Wiejowski.
- 1943 – Druhá světová válka: šest amerických torpédoborců potopilo čtyři japonské lodě téže třídy (z celkových 4) v bitvě v zálivu Vella.
- 1945 – Druhá světová válka: V 8.15 svrhl letoun Enola Gay atomovou bombu Little Boy na japonské město Hirošima. Odhadem 140 000 lidí zahynulo při tomto prvním použití atomové zbraně ve válce.
- 1960 – Kubánská revoluce: V odpovědi na americké embargo byl na Kubě znárodněn majetek všech cizích státních příslušníků.
- 1962 – Jamajka získala nezávislost na Spojeném království.
- 1965 – Skupina Beatles vydala v Anglii album Help! ze stejnojmenného filmu
- 1969 – Na Bahamách nedaleko ostrova Mayaguana ztroskotala československá námořní loď Pionýr. Náklad i posádku se podařilo zachránit, loď zde zůstala a časem se potopila jako vrak.
- 1971 – Bylo zatmění Měsíce.
- 1984 – Popová hvězda Prince vydal své průlomové album Purple Rain.
- 1989 – Anglický programátor Tim Berners-Lee zveřejnil svou myšlenku World Wide Webu. Ve 22 hodin a 37 minut poslal první mail po internetu.
- 1990 – Válka v Zálivu: Rada bezpečnosti OSN schválila rezoluci číslo 661 o závažných sankcích proti Iráku za jeho agresi v Kuvajtu. Hlasování bylo 13-0 (2 chyběli: Kuba a Jemen)
- 1991 – byl zpřístupněn první web na světě
- 1997 – Na tichomořském ostrově Guam se zřítil jihokorejský letoun Boeing 747-300 s 254 lidmi na palubě; katastrofu přežilo 26 osob, 228 zahynulo
- 2002 – Maníndra Agravál s kolegy zveřejnil důkaz dlouho nevyřešené domněnky teorie čísel v článku PRIMES is in P, algoritmus AKS.

## Narození
Viz též Kategorie:Narození 6. srpna — automatický abecedně řazený seznam.

### Česko

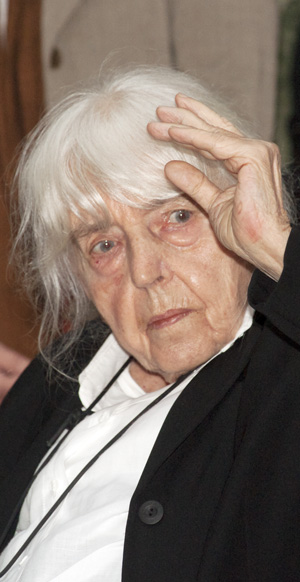
Adriena Šimotová (* 1926)

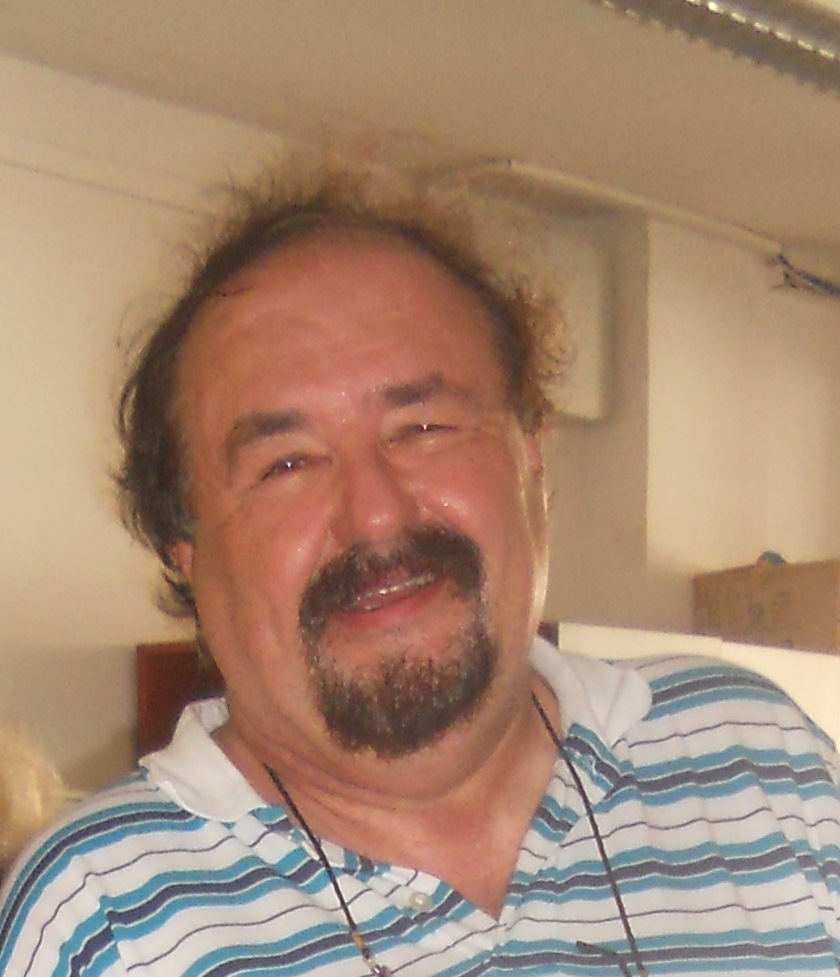
Petr Novotný (* 1947)

- 1820 – František Xaver Josef Beneš, archeolog († 20. května 1888)
- 1834 – Václav Reichert, právník a politik († 9. října 1912)
- 1845 – Adolf Bohaty, stavební podnikatel a politik († ?)
- 1863 – Eduard Koerner, právník a politik († 29. března 1933)
- 1869 – Jaromír Borecký, básník, překladatel, ředitel dnešní Národní knihovny v Praze († 8. května 1951)
- 1875 – Václav Kočka, regionální historik († 23. dubna 1951)
- 1897 – Josef Charvát, lékař († 31. ledna 1984)
- 1900 – Jiří Weil, prozaik, kritik a překladatel († 13. prosince 1959)
- 1902 – Karel Divíšek, letec, automobilový závodník a potápěč († 24. října 1956)
- 1907 – Anna Hostomská, hudební propagátorka a spisovatelka († 28. března 1995)
- 1910 – Josef Poulík, archeolog († 28. února 1988)
- 1913 – Alfred Technik, spisovatel, reportér a scenárista († 17. prosince 1986)
- 1915 – Bohumír Fiala, lékař a spisovatel († 27. června 1979)
- 1917 – Miloslav Šnejdar, houslista a hudební skladatel († 2. září 1994)
- 1918 – Miloslav Pospíšil, oběť komunistického teroru († 4. září 1951)
- 1926 – Adriena Šimotová, malířka, grafička a sochařka († 19. května 2014)
- 1933
  - Josef Kolmaš, sinolog a tibetolog
  - Jiří Vašíček, zpěvák († 13. listopadu 2001)
- 1934 – Jan Kubr, cyklista († 11. února 2017)
- 1941 – Jindřich Zogata, básník a spisovatel
- 1945 – Josef Reischig, biolog († 10. srpna 2008)
- 1946 – Jiří Kaše, historik umění († 31. března 2022)
- 1947 – Petr Novotný, bavič, moderátor, publicista
- 1951
  - František Kaberle, lední hokejista
  - Vladimír Marek, herec († 29. července 2021)
- 1956 – Eva Vejražková, akademická malířka a grafička
- 1958 – Stanislav Komárek, biolog, filosof a spisovatel
- 1962 – Milan Cabrnoch, lékař a politik
- 1977 – Karel Kožíšek, rychlostní kanoista
- 1980 – Hana Holišová, herečka a zpěvačka
- 1984 – Tomáš Drahoňovský, moderátor a novinář
- 1991 – Martin Čermák, televizní moderátor
- 1992 – Jakub Brabec, fotbalový obránce

### Svět

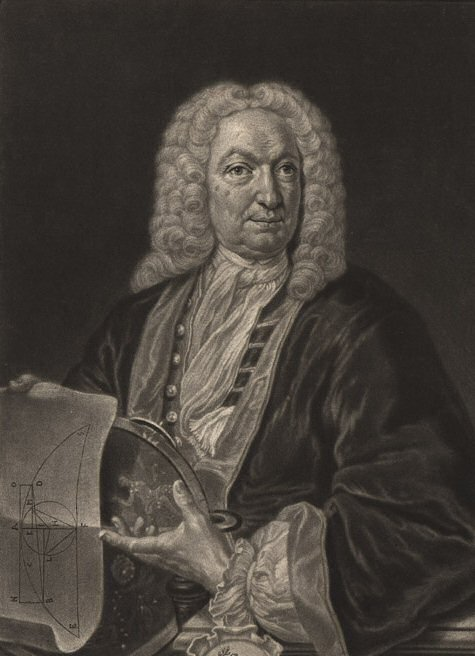
Johann Bernoulli (* 1667)

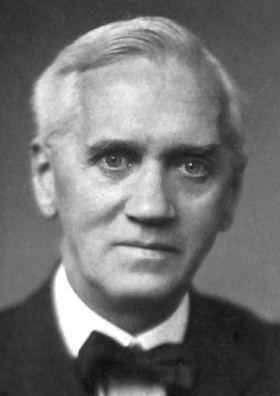
Alexander Fleming (* 1881)

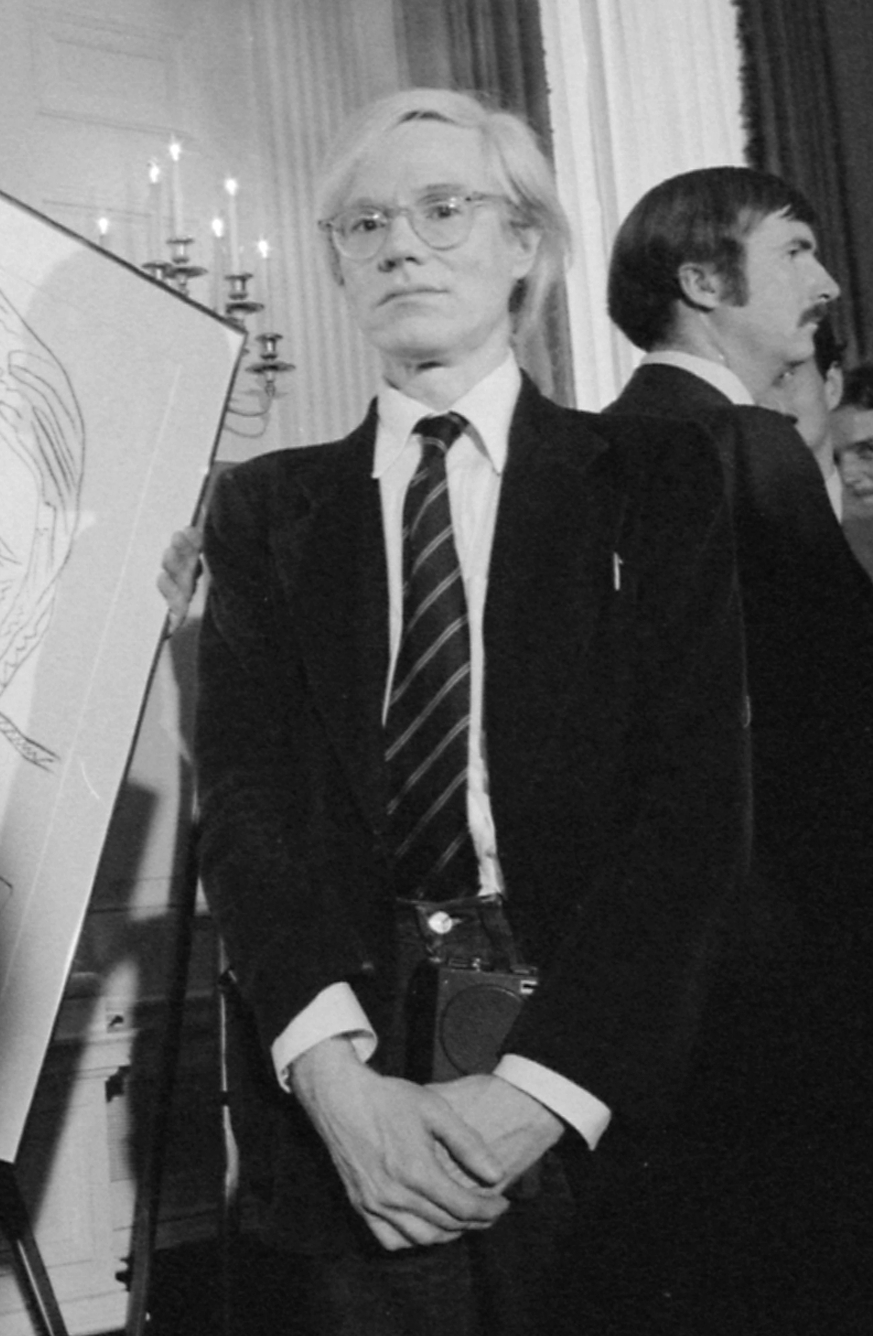
Andy Warhol (* 1928)

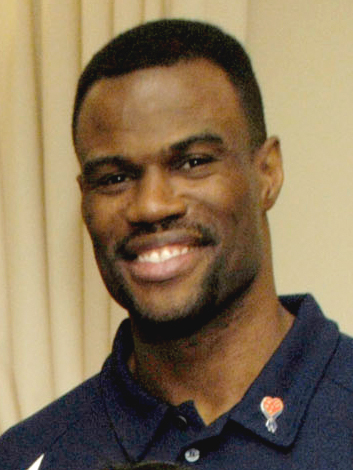
David Robinson (* 1965)

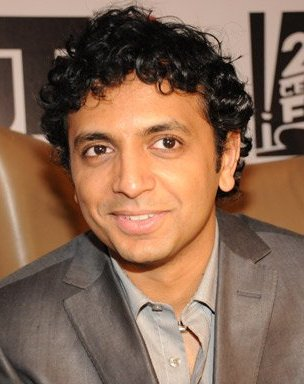
M. Night Shyamalan (* 1970)

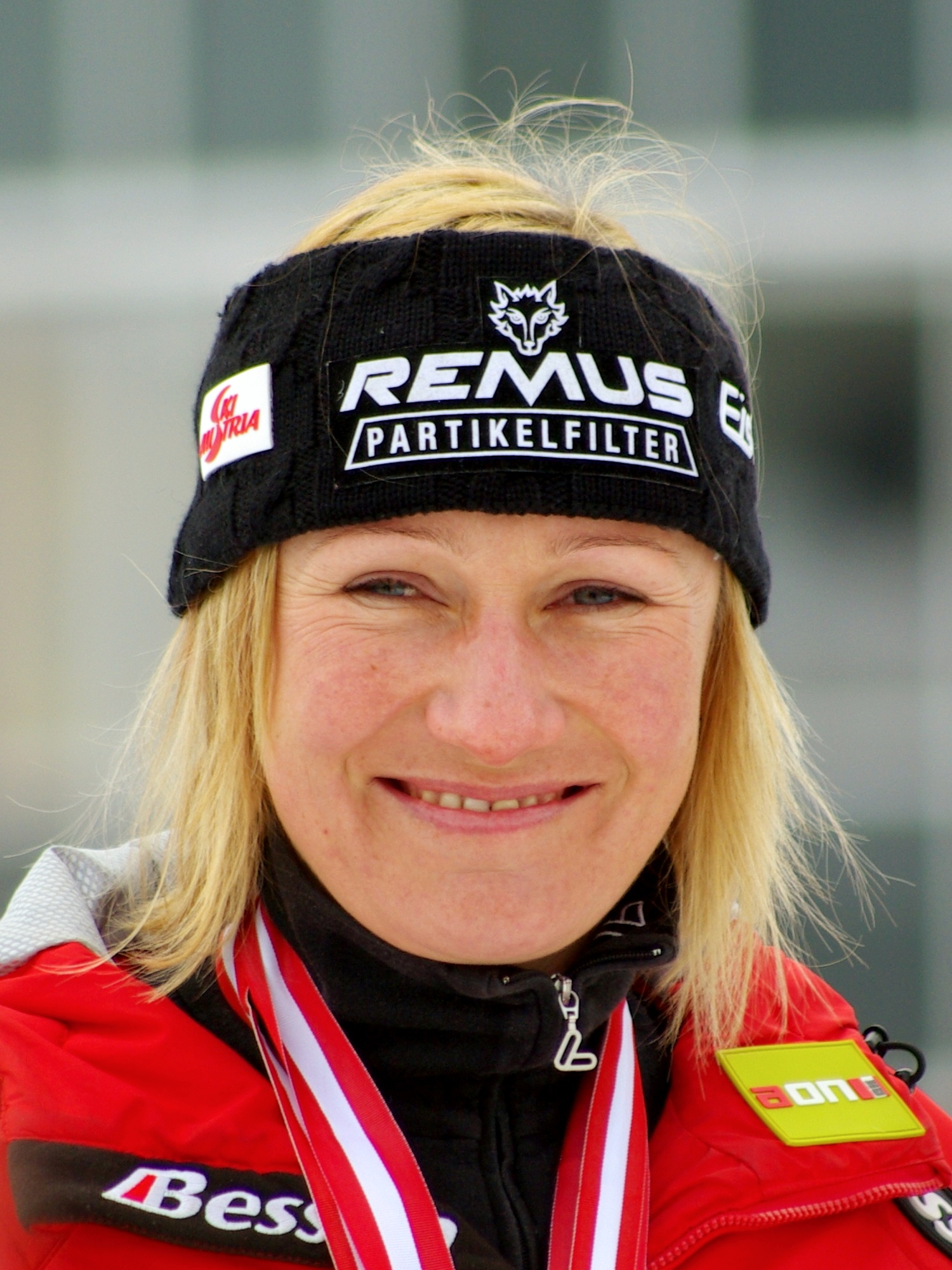
Renate Götschlová (* 1975)

- 1619 – pokřtěna Barbara Strozziová, benátská zpěvačka a hudební skladatelka († 11. listopadu 1677)
- 1638 – Nicolas Malebranche, francouzský kněz, oratorián, racionalistický filosof, teolog a vědec († 1715)
- 1644 – Louise de La Vallière, milenka francouzského krále Ludvíka XIV. († 1710)
- 1646 – Sigbert Heister, rakouský vojevůdce († 22. ledna 1718)
- 1651 – François Fénelon, francouzský teolog, básník a spisovatel († 7. ledna 1715)
- 1665 – Jean-Baptiste Lully, francouzský hudební skladatel († 9. března 1743)
- 1666 – Marie Žofie Falcko-Neuburská, portugalská královna, manželka Petra II. († 4. srpna 1699)
- 1667 – Johann Bernoulli, švýcarský matematik, fyzik a lékař († 1748)
- 1694 – Pieter Boddaert, nizozemský právník, básník a spisovatel († 24. ledna 1760)
- 1697 – Karel VII. Bavorský, císař Svaté říše římské († 1745)
- 1725 – Ludvík Meklenbursko-Zvěřínský, dědičný princ meklenbursko-zvěřínský († 12. září 1778)
- 1766 – William Hyde Wollaston, anglický chemik a fyzik († 1828)
- 1768 – Jean-Baptiste Bessières, francouzský maršál doby prvního císařství († 1813)
- 1775
  - Ludvík Antonín, vévoda z Angoulême, poslední francouzský dauphin († 3. června 1844)
  - Daniel O'Connell, irský politický vůdce († 15. května 1847)
- 1789 – Friedrich List, německý národohospodář a ekonom (* 1846)
- 1793 – Gustav Franz von Schreiner, rakouský profesor práv († 1. dubna 1872)
- 1799 – Ján Andraščík, slovenský kněz a spisovatel († 24. prosince 1853)
- 1807 – Dorothy Catherine Draper, první žena na fotografii († 10. prosince 1901)
- 1809 – Alfred Tennyson, anglický básník († 1892)
- 1816 – Thomas Russell Crampton, anglický inženýr, konstruktér lokomotiv († 19. dubna 1888)
- 1839 – Raimund von Stillfried, rakouský malíř a fotograf († 12. srpna 1911)
- 1844 – Alfréd Sasko-Kobursko-Gothajský, člen britské královské rodiny († 30. července 1900)
- 1861
  - Edith Rooseveltová, manželka prezidenta USA Theodora Roosevelta († 30. září 1948)
  - Şehzade Mehmed Selaheddin, jediný syn osmanského sultána Murada V. († 29. dubna 1915)
- 1868 – Paul Claudel, francouzský básník a dramatik, mladší bratr sochařky Camille Claudelové († 1955)
- 1873 – Otto von Feldmann, německý důstojník a politik († 20. května 1945)
- 1874 – Charles Fort, americký záhadolog († 3. května 1932)
- 1881 – Alexander Fleming, skotský lékař, objevitel penicilinu († 1955)
- 1900 – Richard Sedloň, americký malíř († 9. února 1992)
- 1908
  - Helen Jacobsová, americká tenistka († 2. června 1997)
  - Lajos Vajda, maďarský malíř († 7. září 1941)
- 1911
  - Lucille Ballová, americká herečka († 26. dubna 1989)
  - Rade Končar, jugoslávský vůdce a partyzán († 22. května 1942)
- 1916
  - Richard Hofstadter, americký historik († 24. října 1970)
  - Dom Mintoff, premiér Malty († 20. srpna 2012)
- 1915 – Geraldine Apponyi, uherská princezna a albánská královna († 22. října 2002)
- 1917 – Robert Mitchum, americký herec († 1. července 1997)
- 1919 – Pauline Betzová, americká tenistka († 31. května 2011)
- 1926 – Frank Finlay, britský herec († 30. ledna 2016)
- 1928 – Andy Warhol, americký malíř a grafik († 1987)
- 1930 – Abbey Lincoln, americká jazzová zpěvačka († 14. srpna 2010)
- 1932
  - Howard Hodgkin, britský malíř
  - Dorothy Ashby, americký harfenistka († 13. dubna 1986)
- 1934
  - Diane di Prima, americká básnířka († 25. října 2020)
  - Piers Anthony, anglický spisovatel sci-fi
- 1935 – Fortunato Baldelli, italský kardinál († 20. září 2012)
- 1937 – Charlie Haden, americký kontrabasista († 11. července 2014)
- 1938 – Rees Davies, velšský historik († 16. května 2005)
- 1942 – Byard Lancaster, americký saxofonista († 23. srpna 2012)
- 1943 – Jon Postel, tvůrce DNS a dalších standardů Internetu
- 1946 – Allan Holdsworth, anglický kytarista a skladatel
- 1947
  - Christian Jacq, francouzský egyptolog a spisovatel
  - Muhammad Nadžíbulláh, poslední prezident Afghánské demokratické republiky († 27. září 1996)
- 1948 – Mykola Avilov, sovětský atlet, desetibojař
- 1949
  - Jozef Bukovinský, slovenský hokejista a trenér
  - Richard Prince, americký malíř a fotograf
- 1950 – Winston Elliott Scott, americký astronaut
- 1951 – Catherine Hicksová, americká herečka
- 1952
  - Wojciech Fortuna, polský skokan na lyžích, olympijský vítěz
  - Peter Rašev, slovenský herec, režisér a divadelní ředitel a politik(† 2008)
  - Vinnie Vincent, americký hudebník (Kiss)
- 1953 – Anatolij Bykov, sovětský zápasník, olympijský vítěz
- 1956 – Ian R. MacLeod, britský spisovatel science-fiction a fantasy
- 1957 – Faith Prince, americká herečka a zpěvačka
- 1958 – Július Strnisko, slovenský zápasník bronzový na OH 1980 († 20. září 2008)
- 1960 – Marie Pia z Lichtenštejna, lichtenštejnská princezna, velvyslankyně v Rakousku, Česku a Belgii
- 1962 – Gregory Chamitoff, americký astronaut
- 1963
  - Kevin Mitnick, americký hacker
  - Eros Poli, italský silniční cyklista
- 1964 – Klaus Ebner, rakouský spisovatel a překladatel
- 1965 – David Robinson, americký basketbalista
- 1969 – Naomi Išida, japonská designérka († 18. července 2019)
- 1970 – M. Night Shyamalan, americký filmový režisér, scenárista a herec
- 1972 – Geri Halliwell, britská zpěvačka, někdejší členka Spice Girls
- 1973
  - Vera Farmigová, americká herečka
  - Donna Lewis, velšská zpěvačka
- 1975 – Renate Götschlová, rakouská alpská lyžařka
- 1976 – Melissa Georgeová, australská herečka
- 1977
  - Nat Friedman, americký programátor
  - Stéphane Julien, francouzský sportovní lezec

- 1980 – Ovidiu Tonita, rumunský ragbista
- 1981
  - Zoltán Pálkovács, slovenský judista († 5. září 2010)
  - Lucie Décosseová, francouzská judistka
- 1982 – Romola Garai, britská herečka
- 1983 – Robin van Persie, nizozemský fotbalista
- 1984 – Vedad Ibišević, bosenský fotbalista
- 1988 – Simon Mignolet, belgický fotbalový brankář
- 1989 – Justin Tipuric, velšský ragbista
- 1995 – Rebecca Petersonová, švédská tenistka
- 1999 – Rebeka Masárová, španělská tenistka slovenského původu
- 2003 – Luca Nardi, italský tenista

## Úmrtí
Viz též Kategorie:Úmrtí 6. srpna — automatický abecedně řazený seznam.

### Česko

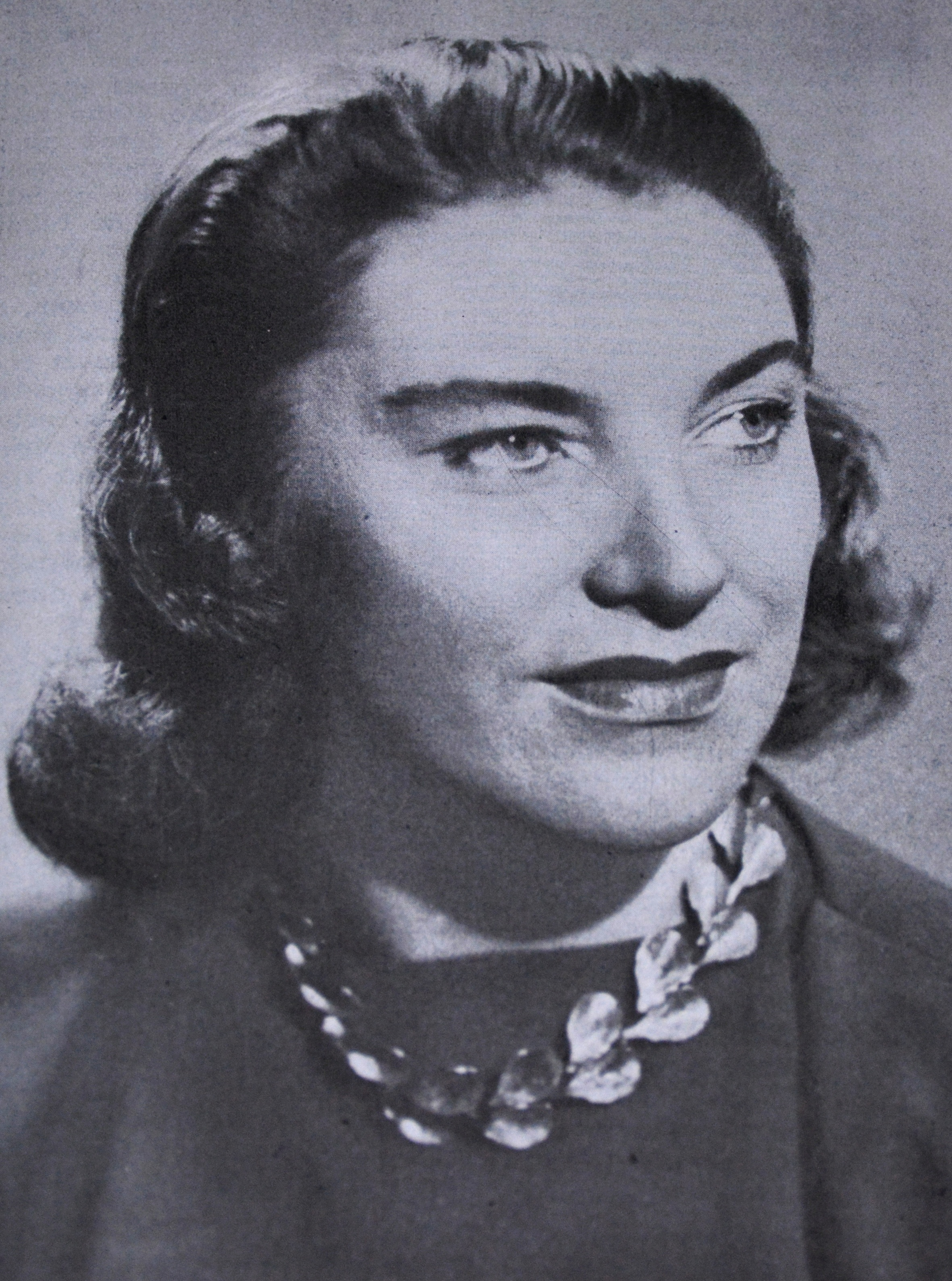
Marie Vášová († 1984)

- 1679 – Jan Špork, generál jezdectva habsburských vojsk (* 6. ledna 1600)
- 1820 – Antonín Vranický, hudební skladatel a houslista (* 13. června 1761)
- 1877 – Vincenc Vávra Haštalský, novinář a překladatel (* 4. října 1824)
- 1917 – Franz Xaver Hauschwitz, kapelník a hudební skladatel (* 19. listopadu 1841)
- 1932
  - Václav Vojtěch, cestovatel (* 29. listopadu 1901)
  - Eduard Tregler, varhaník, hudební skladatel a pedagog (* 5. ledna 1868)
- 1960 – Antonín Ludvík Stříž, kněz, básník, literární historik a překladatel (* 17. listopadu 1888)
- 1970 – Vojtěch Černý, kanovník Katedrální kapituly u sv. Štěpána v Litoměřicích (* 24. dubna 1877)
- 1984 – Marie Vášová, herečka (* 16. května 1911)
- 1985 – Jiří Kostka, herec (* 5. října 1910)
- 1987 – Josef Hrabák, literární historik, teoretik a kritik (* 3. prosince 1912)
- 2008 – Alena Husková, klavíristka, dirigentka, korepetitorka (* 10. června 1935)
- 2009 – Jaromír Pleskot, filmový a divadelní režisér (* 11. února 1922)

### Svět

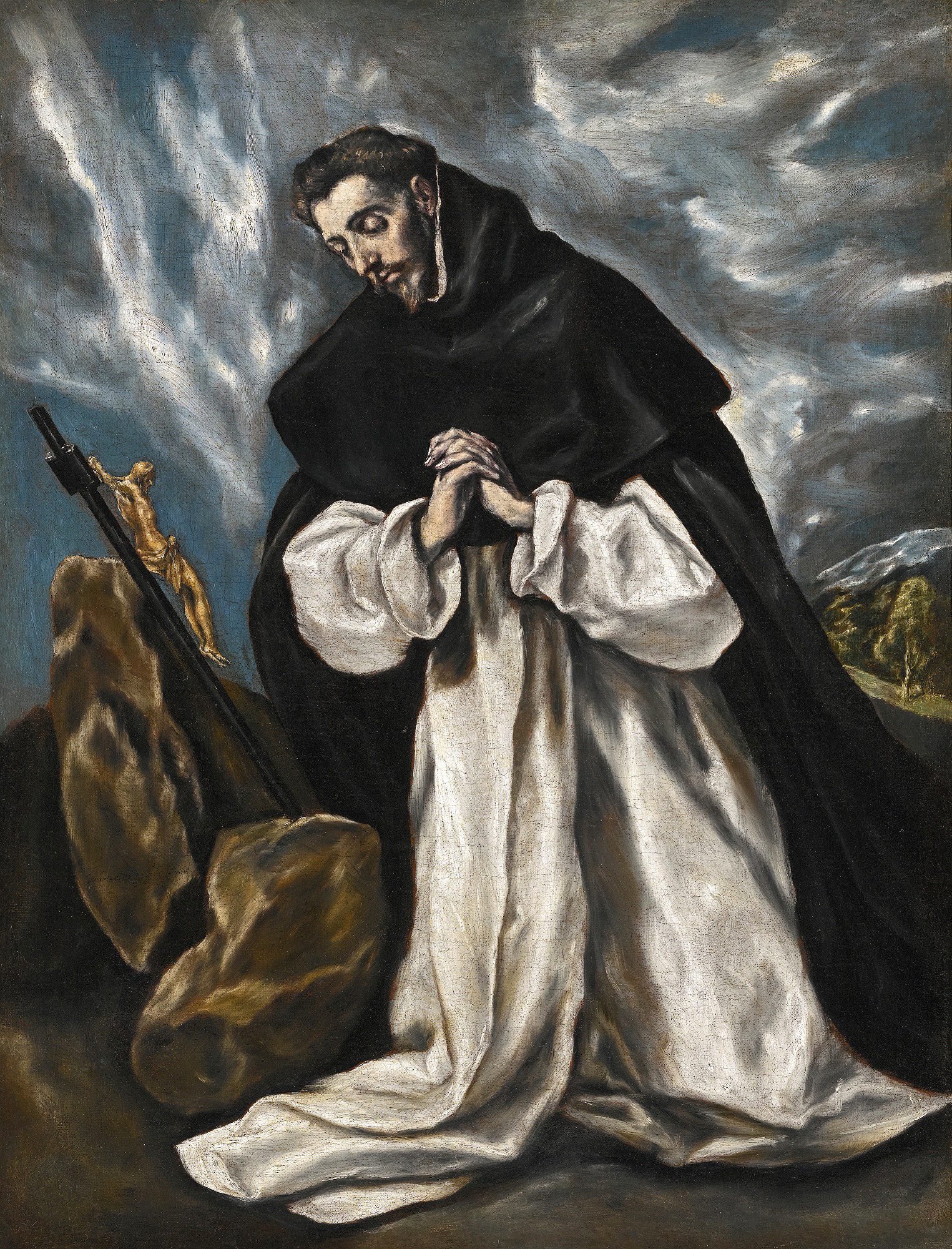
Svatý Dominik († 1221)

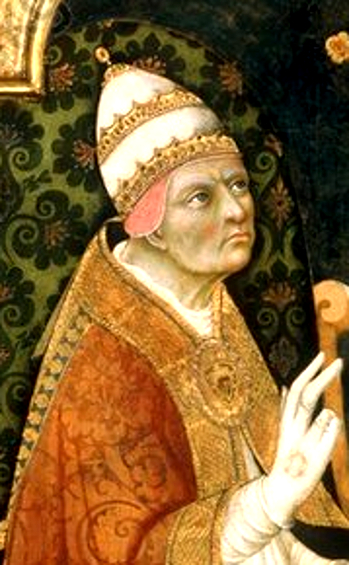
Kalixt III. († 1458)

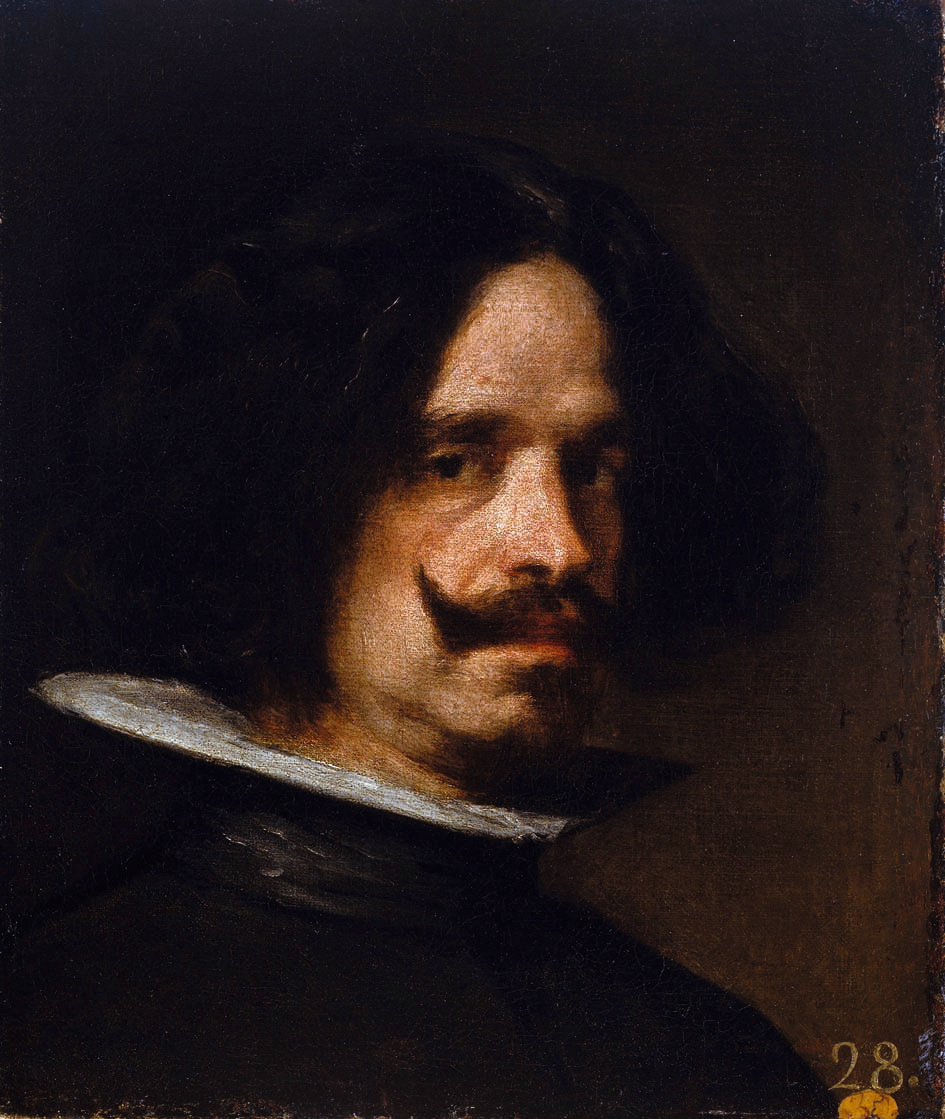
Diego Velázquez († 1660)

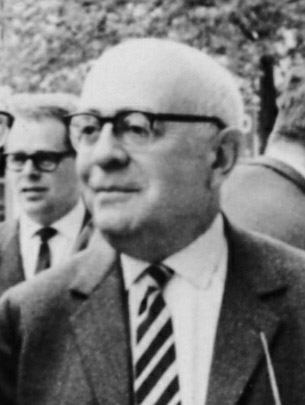
Theodor W. Adorno († 1969)

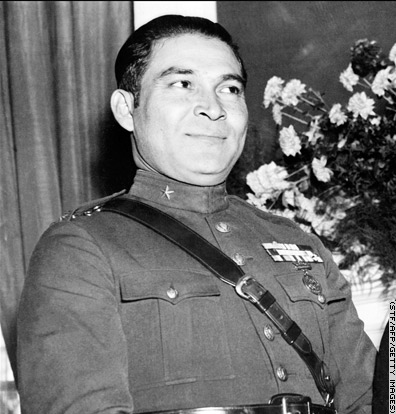
Fulgencio Batista († 1973)

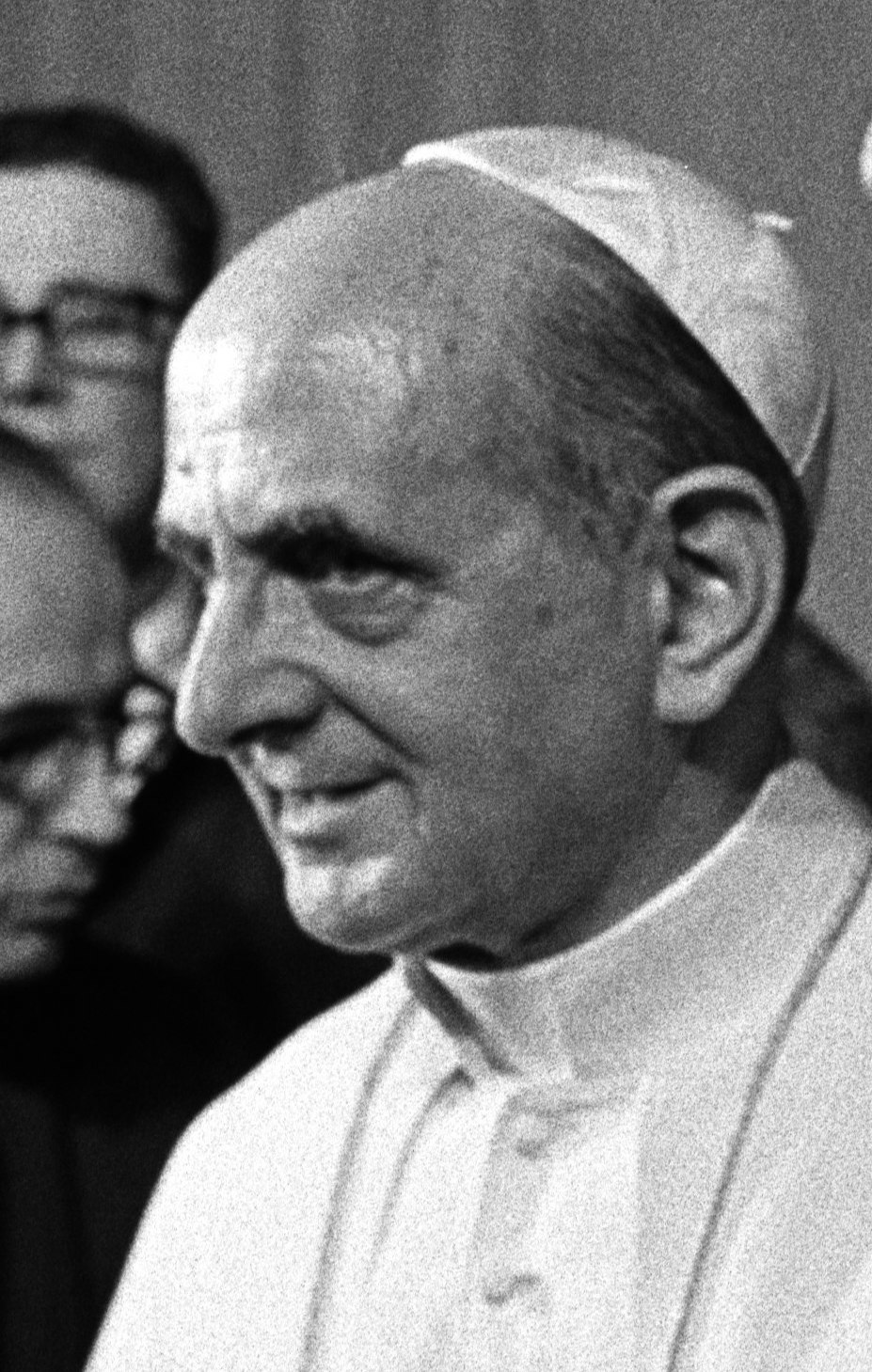
Pavel VI. († 1978)

- 0258 – Sixtus II., papež (* ?)
- 0523 – Hormisdas, papež (* ?)
- 1162 – Ramon Berenguer IV. Barcelonský, barcelonský hrabě (* 1113)
- 1195 – Jindřich Lev, vévoda saský a bavorský (* 1129)
- 1221 – Svatý Dominik, kastilský kazatel a zakladatel Řádu bratří kazatelů – dominikánů (* zhruba 1170)
- 1272 – Štěpán V. Uherský, uherský král (* 1239)
- 1328 – Galeazzo I. Visconti, milánský vládce (* 21. ledna 1277)
- 1414 – Ladislav I. Neapolský, neapolský král (* červenec 1376)
- 1458 – Kalixtus III., papež (* 1378)
- 1520 – Kunhuta Rakouská, dcera císaře Fridricha III. Habsburského (* 16. března 1465)
- 1563 – Kryštof z Gendorfu, důlní podnikatel, zakladatel města Vrchlabí (* 5. srpna 1497)
- 1623 – Anne Hathaway, manželka Williama Shakespeara (* 1556)
- 1628 – Johannes Junius, purkmistr v Bambergu, popraven za čarodějnictví (* 1573)
- 1637 – Ben Jonson, anglický dramatik (* 11. června 1572)
- 1657 – Bohdan Chmelnický, kozácký hejtman, zakladatel prvního státu kozáků (* 1595)
- 1660 – Diego Velázquez, španělský malíř (* 1599)
- 1682 – Ján Sinapius-Horčička, evangelický kněz, spisovatel (* 1. listopadu 1625)
- 1695 – François Harlay de Champvallon, arcibiskup v Rouenu a v Paříži (* 14. srpna 1625)
- 1746 – Kristián VI., dánský a norský král (* 1699)
- 1753 – Georg Richmann, baltský německý fyzik (* 22. července 1711)
- 1770 – Klement František de Paula, princ bavorský, císařský generál (* 19. dubna 1722)
- 1784 – Karel Kohout, rakouský loutnista, houslista, hudební skladatel a státní úředník českého původu (* 1726)
- 1806 – Johann Rudolph Schellenberg, švýcarský botanik, entomolog, ilustrátor a rytec (* 4. ledna 1740)
- 1820 – Frederika Pruská, pruská princezna a anglická šlechtična (* 7. května 1767)
- 1846 – Ludwig Erdmann Bledow, německý šachový mistr (* 27. července 1795)
- 1882 – Johann Friedrich Gabriel Poppel, německý malíř a rytec (* 14. května 1807)
- 1886 – Wilhelm Scherer, rakouský germanista (* 26. dubna 1841)
- 1890 – William Kemmler, první člověk popravený na elektrickém křesle (* 9. května 1860)
- 1904 – Eduard Hanslick, rakouský hudební kritik českého původu (* 11. září 1825)
- 1910 – Eugène Trutat, francouzský přírodovědec a fotograf (* 25. srpna 1840)
- 1914 – Ellen Louise Wilsonová, manželka 28. prezidenta USA Woodrowa Wilsona (* 15. května 1860)
- 1923 – Jozef Agnelli, slovenský kněz a šlechtitel (* 23. února 1852)
- 1925 – Grigorij Ivanovič Kotovskij, sovětský vojevůdce a komunistický politik (* 24. června 1881)
- 1931 – Bix Beiderbecke, americký jazzový kornetista, klavírista a hudební skladatel (* 10. března 1903)
- 1937 – Alfred Wilm, německý chemik a metalurg (* 25. června 1869)
- 1942 – Roman Kramsztyk, polský malíř (* 18. srpna 1885)
- 1945 – Richard Ira Bong, americký válečný pilot (* 24. září 1920)
- 1946 – Blanche Bingleyová, anglická tenistka (* 3. listopadu 1863)
- 1961 – Jozef-Ernest van Roey, belgický arcibiskup a kardinál (* 13. ledna 1874)
- 1962 – Teodoro Ballo Tena, španělský houslista, dirigent a hudební skladatel (* 25. března 1866)
- 1965 – Aksel Sandemose, norský spisovatel (* 19. března 1899)
- 1967 – Lajos Áprily, maďarský básník a překladatel (* 14. listopadu 1887)
- 1969 – Theodor W. Adorno, německý filosof, teoretik hudební vědy, estetik (* 1903)
- 1973
  - Memphis Minnie, americká bluesová kytaristka a zpěvačka (* 3. června 1897)
  - Fulgencio Batista, kubánský generál, politik a diktátor (* 1901)
- 1974 – Gene Ammons, americký saxofonista (* 14. dubna 1925)
- 1976 – Grigorij Pjatigorskij, ukrajinský violoncellista (* 17. dubna 1903)
- 1978 – Pavel VI., papež (* 1897)
- 1979 – Feodor Lynen, německý biochemik (* 1911)
- 1980 – Marino Marini, italský sochař, malíř a grafik (* 27. února 1901)
- 1983 – Klaus Nomi, německý herec, zpěvák, kabaretiér (* 24. ledna 1944)
- 1988 – Anatolij Levčenko, sovětský zkušební letec a kosmonaut (* 21. května 1941)
- 1990
  - Jacques Soustelle, francouzský antropolog a politik (* 3. února 1912)
  - Gordon Bunshaft, americký architekt (* 9. května 1909)
- 1994 – Domenico Modugno, italský zpěvák, textař, herec a člen italského parlamentu (* 1928)
- 1998
  - Leo Aario, finský geograf a geolog (* 26. listopadu 1906)
  - André Weil, francouzský matematik (* 1906)
- 2001
  - Jorge Amado, brazilský spisovatel (* 1912)
  - Vasilij Kuzněcov, sovětský atlet, desetibojař (* 7. února 1932)
- 2002 – Edsger Dijkstra, nizozemský informatik (* 1930)
- 2003 – Grover Mitchell, americký pozounista (* 17. března 1930)
- 2005
  - Robin Cook, britský exministr zahraničí (* 1946)
  - Ibrahim Ferrer, kubánský zpěvák stylů son, guaracha, bolero a latin jazz (Buena Vista Social Club) (* 1927)
  - Carlo Little, anglický rockový bubeník (* 17. prosince 1938)
- 2007 – Atle Selberg, norský matematik (* 17. června 1917)
- 2008 – Francine Navarro, francouzská módní návrhářka, černohorská korunní princezna (* 27. ledna 1950)
- 2009
  - Riccardo Cassin, italský horolezec a zlepšovatel horolezeckého vybavení (* 1909)
  - John Hughes, americký filmový režisér, scenárista, producent a herec (* 1950)
  - Savka Dabčević-Kučar, chorvatská politička a ekonomka (* 6. prosince 1923)
  - Willy DeVille, americký hudebník (* 25. srpna 1950)
- 2010 – Tony Judt, britský historik (* 2. ledna 1948)
- 2015 – Orna Poratová, izraelská divadelní herečka (* 6. června 1924)
- 2019 – Toni Morrisonová, americká spisovatelka, nositelka Nobelovy ceny za literaturu (* 18. února 1931)

## Svátky

### Česko
- Oldřiška
- Něhoslav

### Svět
- Bolívie: Den nezávislosti (1825)
- Jamajka: Den nezávislosti (1962)
- Spojené arabské emiráty: Svátek nástupu šejka Zajd bin Sultán Ál Nahján na trůn
- Východní církve byzantského ritu: Svátek Proměnění Páně
- Světový den boje za zákaz jaderných zbraní – Den Hirošimy (1945)
- Mezinárodní den boje lékařů za mír (1945)

| 6. srpen v pražském KlementinuÚdaje jsou platné k 8. 7. 2025. | 6. srpen v pražském KlementinuÚdaje jsou platné k 8. 7. 2025. | 6. srpen v pražském KlementinuÚdaje jsou platné k 8. 7. 2025. |
| minimum                                                       | denní průměr                                                  | maximum                                                       |
| ------------------------------------------------------------- | ------------------------------------------------------------- | ------------------------------------------------------------- |
| 9,0 °C (1892)                                                 | 20,4 °C (od 1961)                                             | 34,2 °C (2015)                                                |